# Gendarmerie nationale burkinabè
La gendarmerie nationale est une force militaire instituée pour veiller à la sûreté publique au maintien de l’ordre et à l’exécution des lois dans le but de protéger les institutions les personnes et les biens son rôle est à la foi préventif et répressif son action s’exerce d’une manière continue sur toute l’étendue du territoire ainsi qu’aux armées   la force de gendarmerie nationale du Burkina Faso. Ses missions et son organisation sont similaires à celles de la Gendarmerie nationale française. Mise sur pied au moment de l'indépendance, elle comprenait en 2007 environ 4 000 gendarmes, sous-officiers et officiers. Sa devise est « La Patrie, La Loi et L’Honneur ».

## Missions

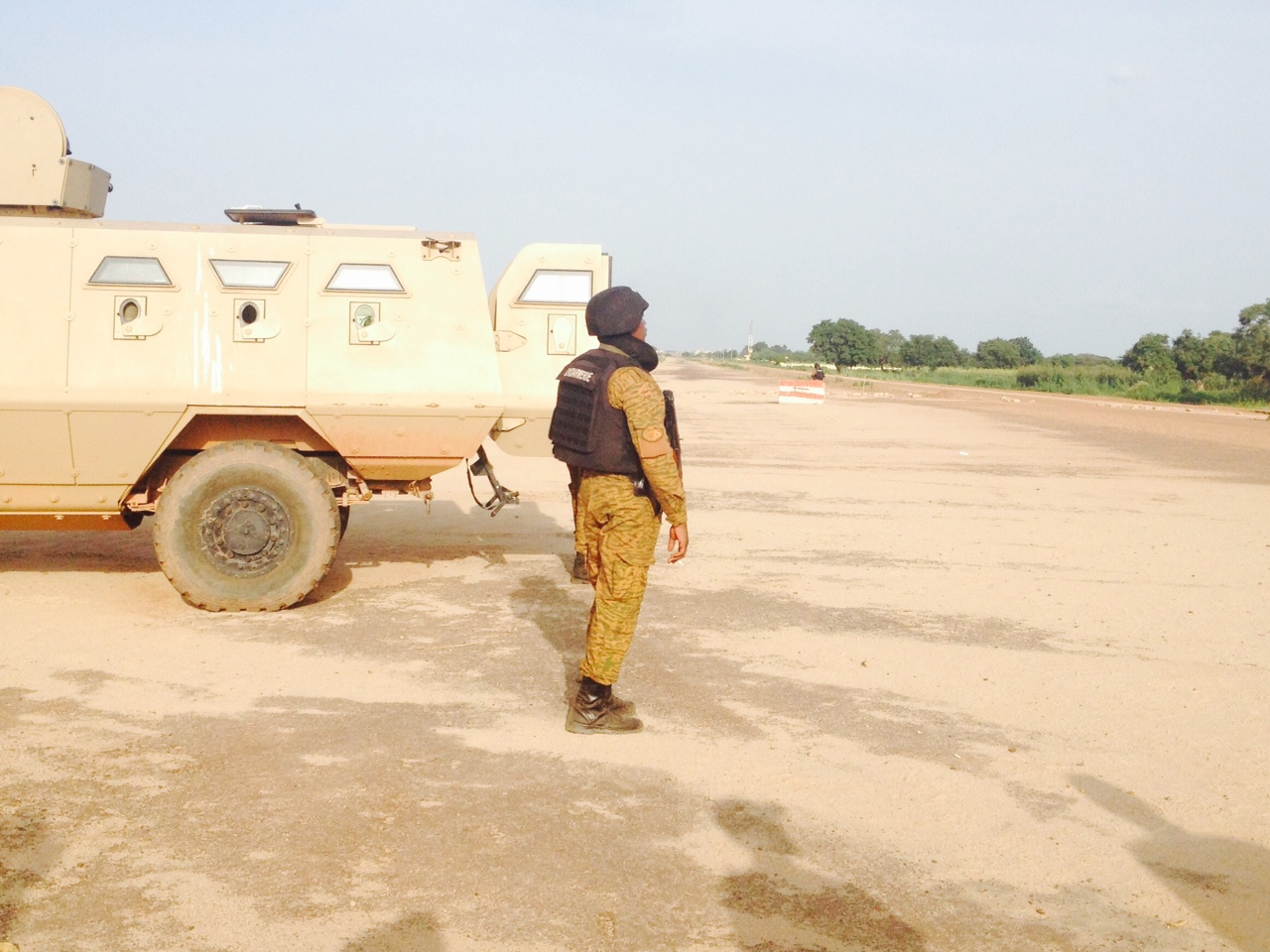
Un gendarme devant un ACMAT Bastion devant le palais présidentiel de Ouagadougou à la fin de la tentative de coup d'État de 2015 au Burkina Faso.

La Gendarmerie nationale est chargée de :
- veiller à la sécurité des personnes et des biens ;
- veiller à l’exécution des lois et des règlements ;
- assurer le maintien de l’ordre, y compris à l'étranger dans le cadre de la force de maintien de la paix des Nations unies[2].

En cas d’état de siège ou de guerre, elle participe à la défense opérationnelle du territoire sous l’autorité du chef d'état-major Général des Armées.

## Composition
La Gendarmerie nationale comprend :
- un état-major qui est l’organe central de commandement et d’administration. Il est dirigé par un chef d’état-major de la gendarmerie nationale (CEMGN). Différentes directions lui sont rattachées, ainsi que le centre opérationnel de la gendarmerie (COG) et l’unité spéciale d’intervention de la gendarmerie nationale[3].
- 3 régions de Gendarmerie. Chaque région de gendarmerie a autorité sur les forces de gendarmerie départementales et mobiles situées sur son territoire :
  - 1re région de Gendarmerie avec comme poste de commandement Kaya et des groupements départementaux situés à Kaya, Ouahigouya et Dori;
  - 2e région de Gendarmerie, qui a son poste de commandement à Bobo-Dioulasso, ses groupements départementaux à Bobo-Dioulasso, Dédougou et Gaoua et dans laquelle sont basées les écoles de formation de la gendarmerie;
  - 3e région de Gendarmerie, poste de commandement Ouagadougou et groupements départementaux à Ouagadougou, Fada N'Gourma et Tenkodogoe[3].

### Gendarmerie départementale
À l'image de la gendarmerie départementale française, la gendarmerie départementale burkinabé assure des missions de police judiciaire, de police administrative et de surveillance des zones rurales. Chaque groupement départemental est divisé en compagnies, qui supervisent les brigades, en contact direct avec la population.

### Gendarmerie mobile

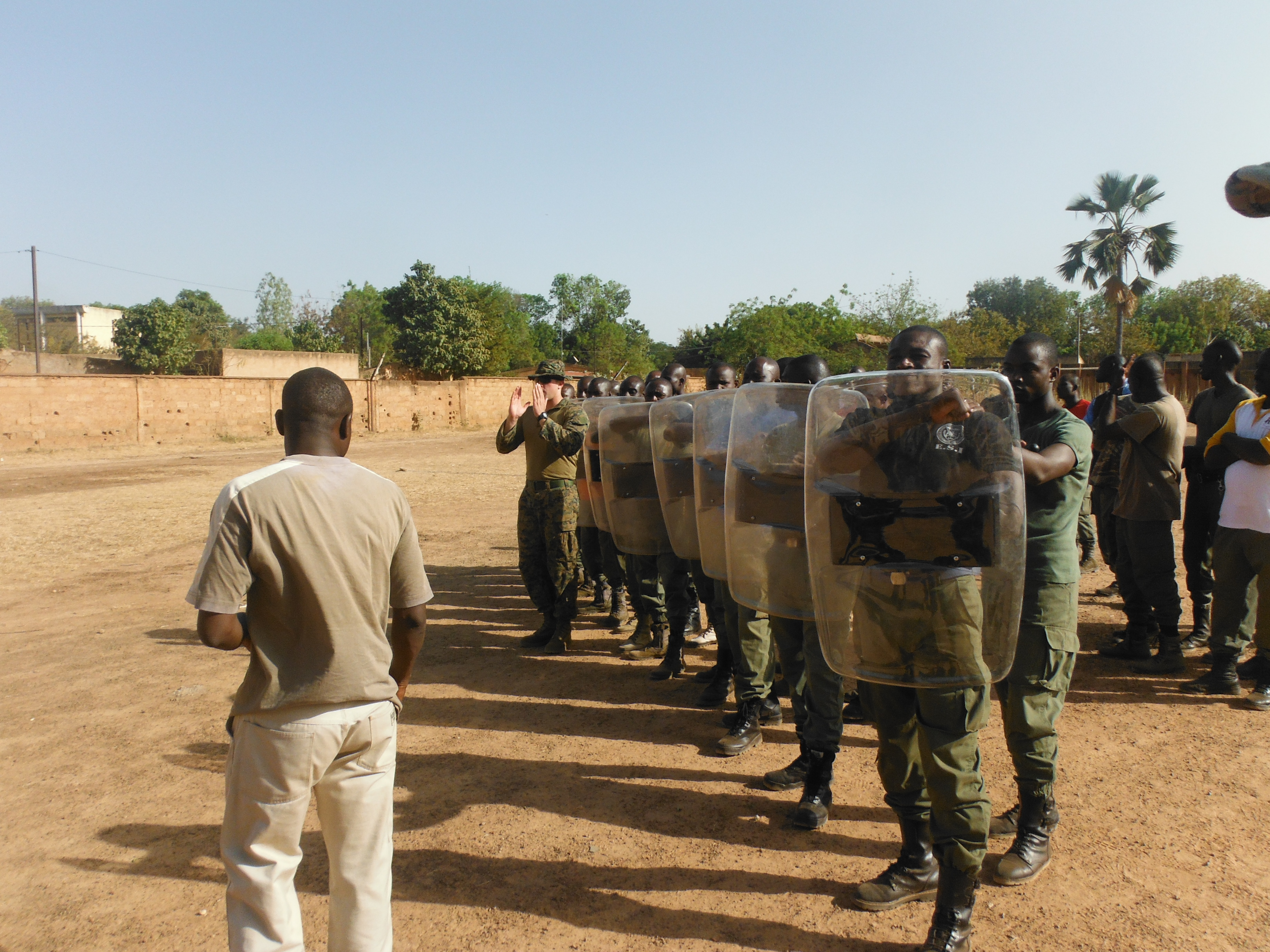
Des gendarmes de l'ESI à l'entrainement en 2013.

À la manière de la gendarmerie mobile française, la gendarmerie mobile est chargée du maintien de l'ordre et des opérations complexes. Elle est constituée en 2019 de huit escadrons de gendarmerie mobile (EGM) chargés du maintien de l'ordre, de l'escadron de sécurité et d'intervention (ESI) chargé de la sécurité des personnalités et des interventions et l'escadron d'escorte et d'honneurs (EEH), chargé des accueils cérémoniaux et disposant d'une fanfare. Les EGM sont répartis à Ouagadougou (2 EGM, les 31e et 33e EGM), à Bobo-Dioulasso (1 EGM), à Koudougou (1 EGM), à Ouahigouya (1 EGM), à Kaya (1 EGM), à Tenkodogo (1 EGM) et à Fada N'Gourma (1 EGM).